# Meso-Papilionoideae
Clade
Clades de rang inférieur
- Exostyleae
- Génistoïdes
- Vatairéoïdes
- Andira clade
- Dalbergioïdes
- Clade de l'Ancien Monde
  - Baphieae
  - NPAAA clade
- incertae sedis
  - Amphimas Pierre ex Harms
  - Dermatophyllum Scheele

Synonymes
- 50-kb Inversion clade Doyle et al. 1997[3]

Meso-Papilionoideae est un clade monophylétique de la sous-famille des plantes à fleurs Faboideae (ou Papilionoideae) qui comprend la majorité des légumineuses papilionoïdes. Ce clade est systématiquement résolu dans les phylogénies moléculaires,,,,. Il contient de nombreux genres agronomiquement importants, notamment Arachis (arachide), Cicer (pois chiche), Glycine (soja), Medicago (luzerne), Phaseolus (haricot commun), Trifolium (trèfle), Vicia (vesce) et Vigna (haricot mungo).

## Description
Ce clade circonscrit six clades subordonnés : une tribu traditionnelle (Exostyleae) et cinq clades informels (les génistoïdes, les vatairéoïdes, les dalbergioïdes, le clade Andira et le clade de l'Ancien Monde), ainsi que le genre Amphimas. Le clade a la définition basée sur les nœuds conforme à l'ICPN suivante :
Le clade de couronne le plus inclusif présentant le réarrangement structurel dans le génome du plaste (inversion d'un segment d'environ 50 Kb dans la région à grande copie unique avec des points terminaux entre les régions accD et trnK) homologue à celui trouvé chez Aldina latifolia Spruce ex Benth. 1870, Holocalyx balansae Micheli 1883, Maackia amurensis Rupr. 1856, Wisteria floribunda (Willd.) DC. 1825, et Glycine max (L.) Merr. 1917, où ces taxons sont des espèces existantes incluses dans le clade de la couronne défini par ce nom.